# رونین (کمیک)
رونین (به انگلیسی: Ronin)یک شخصیت خیالی قهرمان است که در کتب کامیک مارول کامیکس وجود دارد؛ و برای اولین بار، در شمارهٔ ۱۱ انتقام جویان جدید (New Avengers #11) در نوامبر ۲۰۰۵ معرفی شد. البته این شخصیت همان هاوک آی است.

## حضور در فیلم و سریال
این شخصیت در فیلم انتقام جویان پایان بازی حضور داشت.
هنگامی که خانواده کلینت بارتون محو می شوند کلینت این هویت را برای خودش انتخاب می کند و به مبارزه با افراد شرور که محو نشده اند می پردازد تا دنیا را از شر چنین آدم هایی پاک کند.
در سریال هاک آی رونین نیز حضور دارد چون فردی دوباره لباس رونین رو پوشیده و هاک آی چون برای رونین دشمن زیاد ساخته مجبور می شود از کریسمس خود بگذرد و مشکلات را حل کند